# Adriane Ribeiro Rosa
Adriane Ribeiro Rosa (1976) é uma cientista brasileira. É professora do Departamento de Farmacologia, Instituto de Ciências Básicas da Saúde, da Universidade Federal do Rio Grande do Sul. Foi laureada com o prêmio L'Oréal-UNESCO para mulheres em ciência, na etapa nacional, em 2013.

## Vida
Adriane é graduada em farmácia e bioquímica pela Universidade Católica de Pelotas, mestra em farmacologia pela Universidade Federal de Ciências da Saúde de Porto Alegre e concluiu  o doutorado pela UFGRS e pela Universidade de Barcelona. Realizou estudos de pós-doutorado no Instituto de Neurociências do Hospital Clínico de Barcelona-Universidade de Barcelona entre 2007 e 2012, e na Universidade de Oxford, em 2011.
Atua como professora do programa de pós-graduação em psiquiatria e ciências do comportamento e de farmacologia e terapêutica, ambos da UFRGS. Também é pesquisadora do Instituto Nacional de Ciência e Tecnologia Translacional em Medicina e do Laboratório de Psiquiatria Molecular do Hospital de Clínicas de Porto Alegre.

## Realizações
Sua área de pesquisa é a fisiopatologia dos transtornos psiquiátricos. Em específico, procura conhecer os aspectos neurobiológicos associados ao declínio psicossocial e cognitivo em pessoas com transtorno bipolar, considerado  pela OMS como uma das doenças mais incapacitantes. Adriane vem pesquisando esse tema desde 2004, e um dos resultados mais interessantes do seu traalho foi o desenvolvimento de um instrumento capaz de avaliar o grau de atividade psicossocial de pacientes com transtorno bipolar. Por essa pesquisa, ela recebeu o prêmio L'Oréal-UNESCO para mulheres na ciência, em 2013.
Em 2010, obteve o prêmio Samuel Gershon for Young Investigators, concedido pela International Society for Bipolar Disorders. Foi também homenageada pela ABEP-UK (Associação de Brasileiros Estudantes de Pós-Graduação e Pesquisadores no Reino Unido), em 2018, como uma das 20 cientistas brasileiras que fizeram história.